# 740 Park Avenue
740 Park Avenue es un edificio de apartamentos cooperativo de lujo en el lado oeste de Park Avenue entre las calles East 71st y 72nd en el vecindario Lenox Hill de Manhattan, Nueva York. Fue descrito en Business Insider en 2011 como "una dirección legendaria" que fue "en un momento considerado (y todavía se cree que es por algunos) el edificio residencial más lujoso y poderoso de la ciudad de Nueva York". La dirección de la entrada lateral del edificio de "antes de la guerra" es 71 East 71st Street.
El edificio de 19 pisos fue diseñado con un estilo arquitectónico art déco y consta de 31 unidades, incluidos dúplex y triplex. La altura arquitectónica del edificio es de 78,03 metros (m).

## Historia
Fue construido en 1929 por James T. Lee, el abuelo de Jacqueline Kennedy Onassis (Onassis vivió allí de pequeña) y fue diseñado por Rosario Candela y Arthur Loomis Harmon; Harmon se convirtió en socio de los recién nombrados Shreve, Lamb y Harmon durante el año de construcción. Se inauguró oficialmente en octubre de 1930, un año después de que comenzara la Gran Depresión, y el mal momento fue devastador. Aunque la élite de Nueva York se había mudado, el edificio había fracasado financieramente en 1933. Permaneció en números rojos durante 50 años. No fue hasta la década de 1980 que los apartamentos se vendieron a precios increíblemente altos.
En 1937, uno de los primeros residentes conocidos fue John D. Rockefeller, Jr., quien se mudó al 15/16B, un dúplex que muchos todavía consideran el apartamento joya de la corona de Nueva York. Según la tradición inmobiliaria de la ciudad de Nueva York, «quien hereda el ático más grande en 740 hereda el trono de la propia sociedad de Nueva York». En 1971, Saul Steinberg compró ese triplex por 285.000 dólares (equivalente a 1.799.000 en 2019) y después de dos divorcios se lo vendió a Stephen Schwarzman por «poco más o menos 30 millones« en 2000. Este fue el precio más alto jamás pagado en Park Avenue hasta mayo de 2012, cuando Howard Marks pagó 52,5 millones por dos casas contiguas de dos dúplex (30 habitaciones en total), que establecieron un récord de corta duración como el precio más alto jamás pagado por un apartamento cooperativo.
En 1979, el gobierno francés compró un dúplex de 18 habitaciones por 600.000 dólares para utilizarlo como residencia del embajador de las Naciones Unidas . La unidad dúplex del gobierno francés se vendió en junio de 2014 por 70 millones de dólares, según se informa 22 millones por encima del precio de venta: una guerra de ofertas que involucró a tres posibles compradores aumentó el precio de venta final. El comprador fue el multimillonario de fondos de cobertura Israel Englander, que ya vivía en la unidad directamente encima, y superó un récord establecido unos días antes por el hombre más rico de Egipto, Nassef Sawiris, para una unidad de penthouse en la cercana Quinta Avenida.
En 2005, el autor Michael Gross publicó un libro detallado sobre el edificio y su historia, 740 Park: The Story of the World's Richest Apartment Building. Según Gross, la hija del constructor Lee, Janet Lee Bouvier, y su yerno Jack Bouvier, obtuvieron el contrato de arrendamiento abierto final; según una cuenta, no pagaron el arrendamiento . El administrador de fondos de cobertura David Ganek pagó 19 millones de dólares por la casa dúplex infantil de Jacqueline Kennedy Onassis en 2005.
Los residentes de 740 Park se vieron muy afectados por la crisis financiera de 2008, ya que muchos de los residentes son multimillonarios de fondos de cobertura a diferencia de los titanes de la industria como Rockefeller que se mudaron durante la década de 1930. El edificio fue una vez el hogar de una de las colecciones privadas más grandes del mundo de obras de Mark Rothko. El antiguo propietario, presunto intermediario de Bernie Madoff y exfinanciero J. Ezra Merkin, todavía vive allí, pero las pinturas se vendieron durante el escándalo de Madoff.
El multimillonario de fondos de cobertura Charles Stevenson pagó 9 millones de dólares por un apartamento en el edificio y fue el jefe de la cooperativa 740 Park Avenue en diciembre de 2011.
En 2012, el documental de Alex Gibney Park Avenue: Money, Power and the American Dream, basado en el libro de Gross, salió al aire en la serie "Independent Lens" de la cadena de televisión PBS. La película detalla que el edificio albergaba la mayor concentración de multimillonarios de Estados Unidos.

## Galería

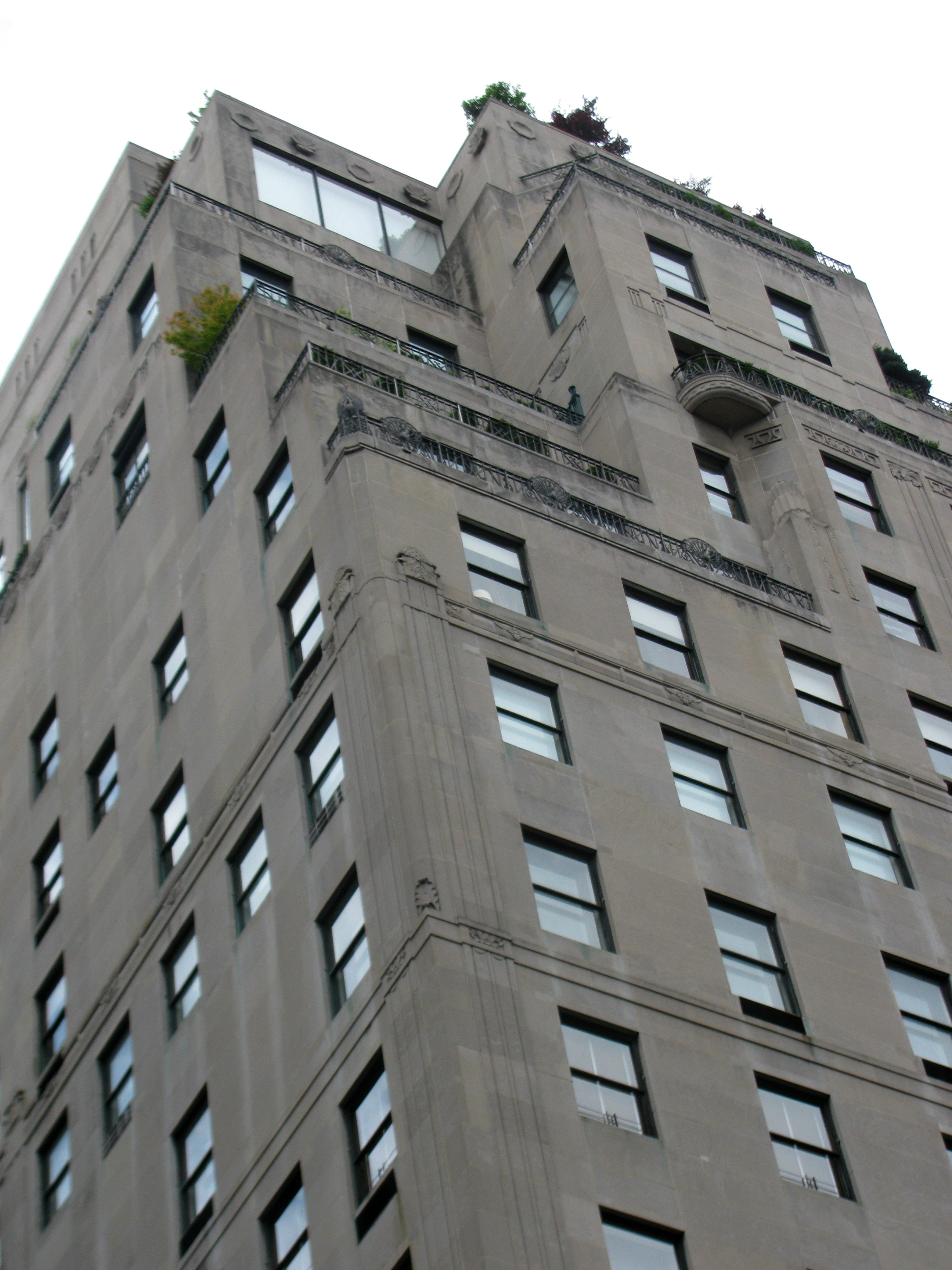
El tríplex visto desde Park Avenue.
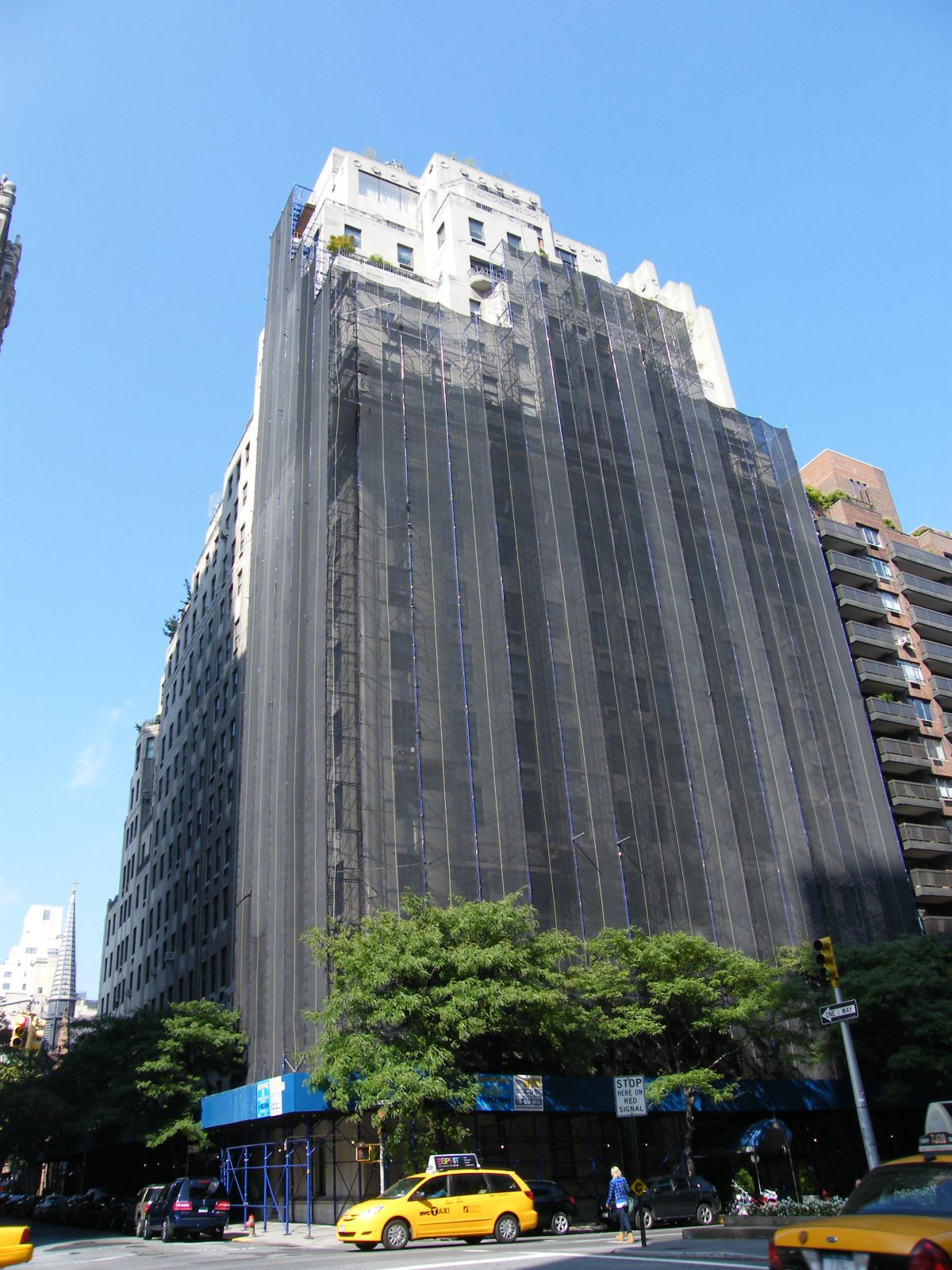
El edificio durante la renovación de 2008.